# Paul Lemmens (jurist)
Paul Lemmens (Wilrijk, 29 juni 1954) is een Belgisch buitengewoon hoogleraar emeritus aan de KU Leuven, rechtsgeleerde en rechter. Hij was rechter aan het Europees Hof voor de Rechten van de Mens en directeur van het Instituut voor de mensenrechten aan de KU Leuven.

## Biografie
Paul Lemmens studeerde rechten te Antwerpen aan de Universitaire Faculteiten Sint-Ignatius Antwerpen en te Leuven, waar hij in 1976 Magna cum laude afstudeerde. Aansluitend behaalde hij een LLM te Chicago aan de Northwestern University in 1978. Hij promoveerde in 1987 met een proefschrift over de Geschillen over burgerlijke rechten en verplichtingen: over het toepassingsgebied van de artikelen 6, lid 1, van het Europees verdrag over de rechten van de mens en 14, lid 1, van het Internationaal verdrag inzake burgerrechten. Hij was aangesteld als assisterend academisch personeel aan de KU Leuven in het domein van het grondwettelijk recht en vervolgens van 1979 tot 1986 in het domein van het gerechtelijk privaatrecht. In 1986 werd hij belast met een leeropdracht gerechtelijk recht en mensenrechten. Hij doceerde gerechtelijk recht tot 1995. Van toen af werd zijn leeropdracht geleidelijk meer gefocust op het publiek recht. Sinds 1997 doceert hij het vakonderdeel staatsrecht evenals mensenrechten.
Hij was in 1999 visiting professor human rights aan de Amerikaanse Northwestern University in Chicago.
Buiten zijn academische loopbaan was hij actief als advocaat aan de balie van 1976 tot 1994, tijdelijk onderbroken door een aanstelling als auditeur (van 1984 tot 1987). Paul Lemmens is sinds 1994 lid van de Raad van State waar hij sinds 2005 kamervoorzitter is, ondere andere van de Afdeling Wetgeving en de XIIe kamer, belast met de geschillen overheidsopdrachten.
Hij was van 2012 tot 2021 Belgisch rechter aan het Europees Hof voor de Rechten van de Mens in Straatsburg. Hij was daarvoor al ad-hocrechter bij het Europees Hof voor de Rechten van de Mens, in twee zaken tegen België. De uitspraken daarover werden geveld in 2002 en 2003.
Paul Lemmens is de zoon van een Belgische vader en een Pools-Amerikaanse moeder. Hij is gehuwd en vader van drie kinderen.
- Gemeinsame Normdatei: 1202271790
- International Standard Name Identifier: 0000 0001 1850 3210
- Library of Congress Control Number: n81057777
- Nationale Bibliotheek van Israël: 987007369022905171
- Nederlandse Thesaurus van Auteursnamen: 074048864
- Réseau des bibliothèques de Suisse occidentale: 02-A003511644
- Système universitaire de documentation: 252372387
- Virtual International Authority File: 53346950
- WorldCat: E39PBJd3MqwbxvCjjRHr6TGbVC